# Loretto (Austria)
Loretto (in ungherese: Lorettom) è un comune austriaco di 466 abitanti nel distretto di Eisenstadt-Umgebung, in Burgenland; ha lo status di comune mercato (Marktgemeinde).